# KIT-I
KIT-I (вимовляється як Кітай) — емо рок-група, що утворилася в 2007 році.
Назва пов'язана зі станцією метро «Китай-город», на якій розташовувалася перша репетиційна база гурту. Популярність отримали у 2009 році після виходу пісні «После дождя» (Після Дощу).

## Історія
Репетиції гурту почалися у 2007 році. Спочатку група складалася з Гриші, Скітлса, Фінк і барабанщика, який згодом покинув групу. Після неодноразових відмов від співпраці з боку звукозаписних компаній і радіостанцій група показала свої демозаписи продюсеру Максиму Фадееву, який, згодом, став з ними працювати. На зйомках першого кліпу Гриша познайомився з барабанщиком Джусом, який надалі був прийнятий в групу.
На початку літа 2009 року, за версією «Московського комсомольця», група стала головним музичним шоком сезону, а їх відеокліпи та пісні потрапили в ротацію провідних музичних каналів та радіостанцій країни. У 2010 році група перемогла у двох номінаціях «OE Video Music Awards 2010», влаштованої розважальним каналом OE, який віщає на території прибалтійських країн.

## Склад гурту
- Гриша RADUGA — гітара, вокал
- Соня Фінк — бас-гітара
- Паша Скітлс — гітара
- Сергій Джус — барабани (покинув гурт у 2012 році)

## Відеокліпи
- 2009 — «После дождя» (реж. Максим Фадєєв)
- 2009 — «Осень» (реж. Максим Фадєєв)
- 2010 — «Выпускной» (реж. Алан Бадоев)
- 2010 — «Моё сердце» (реж. Максим Фадєєв)

## Премії

### OE Video Music Awards2010
- Переможці в номінації «Найкраща Пісня Року 2010» за пісню «Після дощу»[5]
- Переможці в «найщирішій номінації (від справжніх шанувальників)»[6]
- Друге місце в номінації «Відео Року 2010» за кліп на пісню «Осінь»[7]